# چمازی تپه
چمازی تپه مربوط به دوران پیش از تاریخ ایران باستان است و در شهرستان بندر گز، بخش نوکنده، روستای استینوا واقع شده و این اثر در تاریخ ۱۰ بهمن ۱۳۸۳ با شمارهٔ ثبت ۱۱۳۳۳ به‌عنوان یکی از آثار ملی ایران به ثبت رسیده است.